# The Sharks
Die The Sharks (dt. übersetzt: Die Haie) waren das Royal Navy Helikopter Display Team von 1975 bis 1992. Sie flogen vier rote Westland-Gazelle-Hubschrauber, mit Helikoptern und Piloten aus der 705 Naval Air Squadron am RNAS Culdrose, Cornwall.

## Geschichte
Die „The Sharks“ wurden 1975 gegründet und waren ungewöhnlich, da die Mannschaften des Teams jedes Jahr geändert wurden. Die Piloten waren alle Ausbilder aus der 705 NAS. Diese war zu der Zeit die verantwortliche Staffel für die Grundausbildung der Royal-Navy-Hubschrauberpiloten. Die Mitgliedschaft bei den „Sharks“ war freiwillig. Alle Aufgaben, die Proben, Überflüge zum und vom Displayort und die Flugvorführungen selbst wurden von dem Team neben ihren normalen Aufgaben, der Ausbildung der Flugschüler auf der Westland Gazelle, gemacht.
Die „Sharks“-Vorführungen waren berühmt für das Zusammenmischen einer Reihe von verschiedenen Manövern, mit enger Formation, synchronisierten Opposition-/Spiegelbildflugmanövern und Soloflügen. Die Vorführung dauerte in der Regel zehn bis zwölf Minuten und wurde durch die Verwendung einer unverwechselbaren Mischung aus rotem und grünem Rauch hervorgehoben.
Die Teams waren für zwei Jahrzehnten bei Flugshows und Veranstaltungen in ganz Großbritannien und Europa erfolgreich. Sie waren Stammgäste bei den größten Shows, wie dem International Air Tattoo, der Farnborough International Airshow sowie bei von der Royal Navy organisierten Veranstaltungen und dem Großen Preis von Großbritannien.

## Auflösung
Das Team wurde im Jahr 1992 durch Royal-Navy-Betriebs- und Haushaltsverpflichtungen aufgelöst. Trotzdem wurde der „Royal Navy Helicopter Display Team“-Titel bis Ende 1996 beibehalten. Auch hielt die 705 NAS weiterhin ein Paar Gazellen, als „Gazelle Pair“ bekannt, bereit. Im Jahr 1995 wurde für eine Handvoll von Vorführungen ein spezielles Viererteam eingesetzt. Mit dem Ausscheiden der Gazelle bei der Royal Navy wurde das „Royal Navy Helicopter Display Team“ schließlich 1996 aufgelöst.
Ein neues Display-Team mit zwei Westland-Lynx-Hubschraubern wurde im Jahr 2001 gegründet und ist seit 2004 als die Black Cats bekannt. Die Black Cats sind die Nachfolger der The Sharks.